# Filer (Idaho)
Filer – miasto w Stanach Zjednoczonych, w stanie Idaho, w hrabstwie Twin Falls.